# Filistatoides milloti
Filistatoides milloti är en spindelart som först beskrevs av Helmuth Zapfe 1961.  Filistatoides milloti ingår i släktet Filistatoides och familjen Filistatidae. Inga underarter finns listade i Catalogue of Life.